# حق سه فرزند

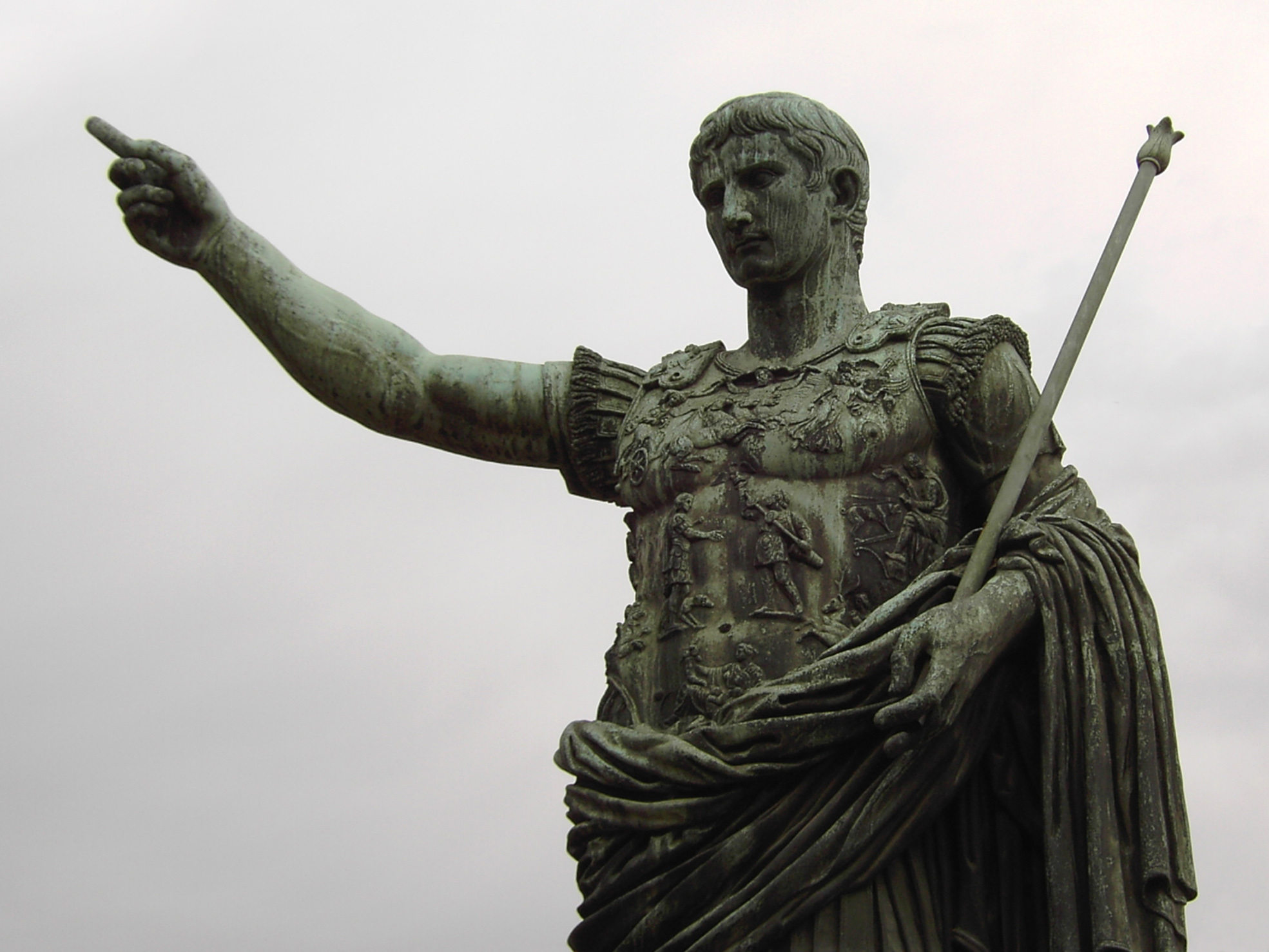
تندیس نخستین امپراتور روم آگوستوس

حق سه فرزند یا جوس تریوم لیبروروم (انگلیسی: Jus trium liberorum) امتیازی بود که به شهروندان رومی که حداقل سه فرزند داشتند یا آزادگان روم باستان (برده‌های آزاد شده) از هر دو جنس که حداقل چهار فرزند داشتند اعطا می‌شد. این یک نتیجه مستقیم از قوانین لگس یولیای و لکس پاپیا پوپیا بود، قوانینی که توسط آگوستوس در ۱۸ قبل از میلاد و ۹ پس از میلاد معرفی شدند. هدف این قوانین افزایش جمعیت رو به کاهش طبقات بالای روم بود. با این حال، به نظر می‌رسد که آنها کارکرد ثانویه مهمی نیز در پاداش دادن به روابط دوستی‌ها سیاسی داشته‌اند، زیرا گرفتن مزایای حق سه فرزند از طریق دوستی و روابط اجتماعی برای مارشال و سوئتونیوس مزایای مالی برای پرداختن آنها به حرفه‌شان را موجب شد.
هدف حق سه فرزند پژوهشگران را بر آن داشت تا آن را به قانون اصلاح نژاد تعبیر کنند. با این حال، اکثر پژوهش‌های فعلی این قانون را تلاشی با انگیزه سیاسی برای افزایش نرخ تولد در میان طبقه سناتوری می‌دانند. مردانی که حق سه فرزند داشتند از مونرا (خدمات اجباری عام‌المنفعه) معاف می‌شدند. زنان دارای حق سه فرزند دیگر تحت تابعیت توتلا موریئروم (قیمت یکی از خویشاوندان مرد) نبودند و می‌توانستند ارثی دریافت کنند که در غیر این صورت فقط به فرزندانشان می‌رسید.
با این حال، واکنش سناتورها به حق سه فرزند تا حد زیادی یافتن نقاط ضعف آن بود. چشم‌انداز داشتن یک خانواده بزرگ هنوز جذاب نبود. فردی که در این قانون یک شهروند را متخلف می‌یافت، مستحق بخشی از ارث بود که کسب‌وکاری پرسود برای جاسوسان حرفه‌ای ایجاد می‌کرد. جاسوسان چنان فراگیر شدند که پاداش آن به یک چهارم اندازه قبلی کاهش یافت. با گذشت زمان، کنسول‌ها «حق سه فرزند» به برخی از شهروندان را به صورت پاداش برای کارهای خیر عمومی، داشتن مشاغل مهم یا به عنوان لطف شخصی، نه فقط تبلیغ پربار، اعطا کردند. سرانجام حق سه فرزند در سال ۵۳۴ پس از میلاد توسط ژوستینین یکم لغو شد.

## پس زمینه
در طول دوره نخستین امپراتور روم، آگوستین، طبقات بالای جامعه، گروه‌های طبقه سناتوری و سوارکاران، در حال کاهش بودند. این طبقات، ستون فقرات دولت را تشکیل می‌دادند و اداره مدنی و نظامی امپراتوری در دست آنها بود. جمعیت طبقات تحت تأثیر جنگ‌های داخلی اخیر و مهم‌تر از همه، کاهش نرخ زاد و ولد در طبقات بالا قرار گرفته بود.
 لگس یولیای (۱۸ پیش از میلاد) و لکس پاپیا پوپیا (۹ میلادی) توانسته بودند نرخ ازدواج را در طبقات بالا افزایش دهند، اما نرخ زاد و ولد به اندازه کافی از طریق این مجموعه قوانین افزایش نیافته بود. به همین دلیل حق سه فرزند تصویب شد.

### مفاهیم اصلاح نژادی
توجه به این نکته مهم است که جمعیت ایتالیای رومی به‌طور کلی در حال کاهش نبود. در واقع، ممکن است افزایش یافته باشد. رشد جمعیت عمدتاً به دلیل هجوم بردگان از خارج به ایتالیای روم بود؛ بنابراین، حق سه فرزند توسط محققان یک معیار اصلاح نژاد نامیده می‌شود، زیرا به‌طور خاص در جهت افزایش جمعیت خاصی که مطلوب تلقی می‌شدند، تصویب شده بود. استدلال می‌شود که جنبه رشد جمعیت در حق سه فرزند یک قصد ثانویه بود. مهم است که حق سه فرزند در متن لگس یولیای و لکس پاپیا پوپیا عنوان شده که به مسائل مربوط به بهداشت نژادی در این طبقات، مانند شرکای ازدواج مناسب می‌پردازد. مورخ نظامی جیمز فیلد، «حق سه فرزند» را با فرمان آلمان نازی (رایش سوم) که به موجب آن یک یهودی ممکن بود آریایی افتخاری شود در مقاله خود «هدف لکس یولیا و پاپیا»، برابر و یکسان می‌دانست.

## مشخصات حقوقی
حق سه فرزند جایزه‌ای بود که با پیروی از لکس یولیا و پاپیا به دست می‌آمد. این امتیاز مربوط به هر دو جنس بود، اما زنان را بیشتر از مردان تحت تأثیر قرار داد. خصوصیات حق سه فرزند در دایرةالمعارف حقوق روم اثر «آدولف برگر» به شرح زیر تعریف شده‌است:
پدران ممکن است مدعی معافیت (معذور بودن) از هزینه‌های عمومی و سرپرستی شوند که توسط قانون به آنها فراخوانده شده بودند. مهم‌ترین کاربرد حق سه فرزند مربوط به زنان بود. یک شهروند آزاد متولدشده با سه فرزند و یک زن آزادگان (برده آزادشده) با چهار فرزند (حق چهار فرزند) از قیمومیتی که زنان مشمول آن بودند (سرپرستی مشروع) آزاد می‌شدند و حق ارث فداشتند. حق سه فرزند زنان حتی زمانی که کودکان دیگر در قید حیات نبودند اعمال می‌شد.
به‌طور خلاصه، این بدان معنی است که مرد نمی‌تواند مجبور شود که مسئولیت سرپرستی یک زن را که به‌طور قانونی صغیر است، به عهده بگیرد، در غیر این صورت او تحت عنوان سرپرستی زنان مکلف می‌شود. زنانی که تعداد مناسبی فرزند داشتند، دیگر نیازی به داشتن قیم یا سرپرست نداشتند البته به شرط اینکه ازدواج آنان سینه مانو نبود. در این نوع ازدواج زن پس از ازدواج نیز در قیمومت پدر باقی می‌ماند. زن همچنین حق ارثی را به دست آورد که در غیر این صورت به فرزندانش تعلق می‌گرفت. غالباً این بدان معنا بود که او پس از مرگ شوهرش، دارایی و اموال او را به ارث می‌برد.
همان‌طور که در بالا گفته شد، کودکان برای اینکه بتوانند در حق سه فرزند شمرده شوند، نیازی به زنده بودن نداشتند. فرزندان مشروع برای مردان و زنان شمارش می‌شدند. فرزندانی که از پدری ناشناس (فرزندان خارج از ازدواج) به دنیا می‌آمدند، در تعداد فرزندان یک زن تحت قانون حق سه فرزند حساب می‌شدند. کودکانی که دارای نقص‌های جسمی آشکار بودند، هر چند این نقص‌های به حدی بود که به عنوان یک انسان در نظر گرفته نمی‌شدند، اما همچنان در تعداد فرزندان مادر شمرده می‌شدند.

## تأثیر
پس از تصویب، این حق ارزشمند تلقی شد، اما به زودی به امتیازی تبدیل شد که با سه یا بیشتر تولد فرزند یک شهروند ارتباطی نداشت. بسیاری از مردم نمی‌خواستند بار بچه‌ها را تحمل کنند، اما با این حال به دنبال این پاداش‌ها بودند. این امر بسیاری از مردم را ترغیب کرد تا از خلأهای موجود در قانون سوء استفاده کنند، که اغلب از راه‌های غیرقانونی انجام می‌شد. پاداشی متشکل از درصدی از ارث درگیر برای جاسوسانی که دیگران را به‌طور غیرقانونی در حال بهره‌مندی از حق سه فرزند دستگیر کرده بودند، ارائه شد. این پاداش به دلیل درآمدهای پرسود، تعداد زیادی جاسوس را ایجاد کرد. سپس برای کاهش مشکل جاسوسان، پاداش به یک چهارم اندازه قبلی کاهش یافت. در زمان هاای بعدی
حق سه فرزند همچنین به افرادی که هیچ ارتباطی با تعداد فرزندانشان نداشتند به عنوان پاداش توسط امپراتور اعطا می‌شد. اغلب در رابطه با یک کار خیر، خدمت سربازی یا به عنوان یک لطف شخصی اعطا می‌شد. به بسیاری از رومیان معروف، حق سه فرزند، از جمله به سوئتونیوس، از طریق لطف شخصی تراجان به پلینی جوان اعطا شد،
به مارشال (شاعر) توسط دومیتیان در پاداش چاپلوسی مارشال (شاعر) نسبت به دومیتیان، و به همسر امپراتور آگوستوس، لیویا دروسیلا - که دو فرزند داشت - در پاسخ به مرگ پسرش دروسوس در ۹ پ.م. به صاحبان کشتی‌های بزرگ نیز در زمان امپراتوری حق سه فرزند اعطا شد.
حق سه فرزند سرانجام توسط امپراتور روم شرقی ژوستینین یکم در سال ۵۳۴ پس از میلاد لغو شد.